# Programa para el análisis cualitativo asistido por computador
Un programa/software para el análisis cualitativo asistido por computador (del inglés Computer Assisted/Aided Qualitative Data Analysis Software - CAQDAS) ofrece herramientas que ayudan en las investigaciones cualitativas, como por ejemplo el análisis de una transcripción, codificación e interpretación de texto, abstracción recursiva, análisis de contenido, análisis de discurso, metodología del muestreo teórico, etc. Algunas implicaciones metodológicas del uso de CAQDAS se centran en torno a los debates de validez, sin embargo esta relación puede ser vista desde los objetivos de un proceso de validación. Por ende, un resultado puede ser válido provisionalmente, en tanto se tomen todas las medidas previas necesarias para evitar errores.

## Definición
CAQDAS es utilizado en psicología, investigación en marketing, etnografía, salud pública y otras ciencias sociales. Un programa CAQDAS debería tener:
- Herramientas de búsqueda de contenido
- Herramientas de codificación
- Herramientas de enlazado
- Herramientas de Mapeo o Red
- Herramientas de Consulta
- Herramientas de Escritura y de anotación

## Comparación de programas CAQDAS
| Aplicación                                                 | Tipo                                | Licencia       | Código  | Última versión     | Análisis                                                                                            | SO Soportados                           | Herramientas                                                                  |
| ---------------------------------------------------------- | ----------------------------------- | -------------- | ------- | ------------------ | --------------------------------------------------------------------------------------------------- | --------------------------------------- | ----------------------------------------------------------------------------- |
| Annotations                                                | Cliente                             | Propietario    | Cerrado | Sep 2014           | Texto                                                                                               | OSX                                     | Codificación                                                                  |
| Aquad                                                      | Cliente                             | Libre - GPL    |         | Feb 2012           | Texto                                                                                               | Win                                     | Codificación                                                                  |
| Taguette                                                   | Cliente, Servidor, Aplicación web   | BSD 3-Clause   | Abierto | 2019               | Texto                                                                                               | Win, OSX, GNU /Linux                    | Codificación                                                                  |
| ATLAS.ti                                                   | Cliente                             | Propietario    | Cerrado | Sep 2018           | Texto, imágenes, audio, video, datos geográficos, Excel, Twitter, Evernote, gestores bibliográficos | Win, OSX, iPad, Android                 | Codificación, agregación, Consultas, Visualización                            |
| Cassandre                                                  | Cliente                             |                |         |                    | Texto                                                                                               | Todos (basado en java)                  | Codificación                                                                  |
| Coding Analysis Toolkit (CAT)                              | Aplicación web                      | Libre - GPL    | Abierto |                    | Texto                                                                                               | Todos (navegador web)                   | Codificación                                                                  |
| Compendium/CompendiumNG                                    | Cliente                             | Libre - LGPL   | Abierto | Feb 2014           | Texto                                                                                               | Todos (basado en java)                  | Codificación                                                                  |
| Computer Aided Textual Markup & Analysis (CATMA)           | Cliente (hasta la versión 3.2)      | Libre - GPL    | Abierto | May 2011           | Texto                                                                                               | Todos (basado en java)                  | Codificación                                                                  |
| Computer Aided Textual Markup & Analysis (CATMA)           | Aplicación web (desde la versión 4) | Libre - GPL v3 | Abierto | Oct 2014           | Texto                                                                                               | Todos (navegador web)                   |                                                                               |
| ConnectedText                                              | Cliente                             | Propietario    | Cerrado | Feb 2015           | Texto                                                                                               | Win                                     | Codificación                                                                  |
| Dedoose                                                    | Aplicación web                      | Propietario    | Cerrado |                    | | Todos (navegador web)                   | Codificación, Consultas, Visualización                                        |
| ELAN                                                       | Cliente                             | Libre - GPL    | Abierto | Feb 2016           | Video Audio                                                                                         | Win, OSX, Linux                         | Codificación                                                                  |
| f4analyse                                                  | Cliente                             | Propietario    | Cerrado | Mar 2015           | Texto                                                                                               | Win, OSX, Linux, iPad, Android          |                                                                               |
| FOCUSSON                                                   | Aplicación web                      | Propietario    | Cerrado |                    | | Todos (navegador web)                   |                                                                               |
| FreeQDA                                                    | Cliente                             | Libre - GPL    | Abierto | Jul 2012           | Texto                                                                                               | Todos (basado en java)                  | Codificación                                                                  |
| HyperRESEARCH                                              | Cliente                             | Propietario    | Cerrado |                    | | Win, OSX                                |                                                                               |
| LibreQDA                                                   | Aplicación web                      | Libre - AGPL3  | Abierto |                    | | Todos (navegador web)                   |                                                                               |
| LibreQDA                                                   | Cliente                             | Libre - AGPL3  | Abierto |                    | Texto                                                                                               | Todos                                   | Codificación                                                                  |
| MAXQDA                                                     | Cliente                             | Propietario    | Cerrado | Dec 2017           | Texto, audio, video, imágenes, sitios web, redes sociales                                           | Win, OSX                                | Codificación, agregación, Consultas, Visualización, Herramientas estadísticas |
| NVivo                                                      | Client                              | Propietario    | Cerrado |                    | Texto                                                                                               | Win, OSX                                | Codificación, agregación, Consultas, Visualización                            |
| QDAcity                                                    | Aplicación web                      | Propietario    | Cerrado | 2024-04-05         | Texto, PDF                                                                                          | Todos                                   | Codificación                                                                  |
| QCAmap                                                     | Aplicación web                      |                |         |                    | | Todos (navegador web)                   |                                                                               |
| QDA Miner                                                  | Cliente                             | Propietario    | Cerrado |                    | | Win                                     |                                                                               |
| QDA Miner Lite                                             | Cliente                             | Propietario    | Cerrado |                    | Texto                                                                                               | Win                                     | Codificación                                                                  |
| qdap - Quantitative Discourse Analysis Package (paquete R) | Cliente                             | Libre - GPL    | Abierto | Oct 2015           | Texto                                                                                               | Win, OSX, Linux                         | Extracción de palabras, análisis estadístico, Visualización                   |
| Qiqqa                                                      | Cliente                             | Propietario    | Cerrado |                    | | Win, Android                            |                                                                               |
| Quirkos                                                    | Cliente                             | Propietario    | Cerrado | May 2016           | Texto                                                                                               | Win, OSX, Linux, Android                | Codificación, Consultas, Visualización                                        |
| Raven's Eye                                                | Aplicación web                      | Propietario    | Cerrado | Jun 2015           | Texto                                                                                               | Todos (navegador web)                   | Codificación, agregación, Consultas, Visualización                            |
| Requal                                                     | Cliente, Aplicación web             | Libre - MIT    | Abierto | Mar 2025           | Texto                                                                                               | Win, OSX, Linux y Todos (navegador web) | Codificación, cooperación, consenso entre codificadores, log                  |
| RQDA (paquete R)                                           | Cliente                             | Libre - GPL    | Abierto | Oct 2014           | Texto                                                                                               | Win, OSX, Linux                         | Codificación, agregación, Consultas, Visualización                            |
| Saturate                                                   | Cliente                             | Propietario    | Cerrado |                    | |                                         |                                                                               |
| TAMS Analyzer,                                             | Cliente                             | Libre - GPL v2 | Abierto | Jun 2015           | Texto, Audio, Video                                                                                 | OSX LINUX                               | Codificación                                                                  |
| Transana                                                   | Cliente Aplicación web              | Propietario    | Cerrado | septiembre de 2016 | Video Audio Texto                                                                                   | Win, OSX, Linux (parcial)               | Codificación                                                                  |
| Visão                                                      | Cliente                             | Propietario    | Cerrado | 2015               | Texto                                                                                               | Win                                     | Codificación, agregación, Consultas                                           |
| webQDA                                                     | Web-based                           | Propietario    | Cerrado | Nov 2018           | Texto, audio, video, imagen                                                                         | Todos (navegador web)                   | Codificación, Consultas, Visualización, Exportación, Colaboración             |
| XSight                                                     | Cliente                             | Propietario    | Cerrado |                    | | Win                                     |                                                                               |